# Christian Obrist
Christian Obrist (Brixen, 20 november 1980) is een Italiaanse atleet, die gespecialiseerd is in de 1500 m. Hij nam eenmaal deel aan de Olympische Spelen, maar won hierbij geen medailles.

## Biografie
Obrist nam deel aan de Olympische Spelen van 2008 in Peking. Hij bereikte de finale van de 1500 m, waarin hij aanvankelijk naar een twaalfde plaats liep. Deze prestatie werd een jaar later gewijzigd in een elfde plaats, nadat de aanvankelijke winnaar, de Bahreini Rashid Ramzi, na een controle was betrapt op een overtreding van het dopingreglement en was gediskwalificeerd.
Op de Europese kampioenschappen in 2010 eindigde Obrist als zevende in de finale van de 1500 m.

## Titels
- Italiaans kampioen 1500 m – 2000, 2002, 2003, 2004, 2005, 2006, 2007, 2012
- Italiaans indoorkampioen 1500 m - 2001, 2006, 2008, 2009
- Italiaans indoorkampioen 3000 m - 2010

## Persoonlijke records
Outdoor
| Afstand     | Prestatie | Datum            | Plaats            |
| ----------- | --------- | ---------------- | ----------------- |
| 800 m       | 1.46,19   | 22 juli 2005     | Pergine Valsugana |
| 1500 m      | 3.35,32   | 9 september 2007 | Rieti             |
| 1 Eng. mijl | 3.55,55   | 12 juli 2002     | Rome              |
| 3000 m      | 8.06,19   | 20 juli 2001     | Pergine Valsugana |

Indoor
| Afstand | Prestatie | Datum            | Plaats    |
| ------- | --------- | ---------------- | --------- |
| 800 m   | 1.50,83   | 8 februari 2011  | Liévin    |
| 1000 m  | 2.18,58   | 21 februari 2008 | Stockholm |
| 1500 m  | 3.39,62   | 31 januari 2010  | Karlsruhe |
| 3000 m  | 8.09,76   | 28 februari 2010 | Ancona    |

## Palmares

### 1500 m
- 2000:  Italiaanse kamp. - 3.52,47
- 2001:  Italiaanse indoorkamp. - 3.42,85
- 2002:  Italiaanse kamp. - 3.39,87
- 2002: 7e EK – 3.46,57
- 2003: 7e in serie WK indoor - 3.43,97
- 2003:  Italiaanse kamp. - 3.44,22
- 2003: 9e in ½. fin. WK - 3.41,88
- 2004:  Italiaanse kamp. - 3.47,93
- 2005: 9e EK Indoor – 3.52,20
- 2005:  Italiaanse kamp. - 3.45,14
- 2006:  Italiaanse indoorkamp. - 3.47,67
- 2006:  Italiaanse kamp. - 3.44,53
- 2006: 7e EK – 3.42,59
- 2007: 10e in ½. fin. WK - 3.42,93
- 2008: 7e serie WK indoor - 3.45,46
- 2008: 11e OS – 3.39,87 (na DQ Rashid Ramzi)
- 2009: 6e  EK Indoor – 3.45,47
- 2009: 8e in serie WK - 3.43,41
- 2009: 10e Wereldatletiekfinale - 3.45,81
- 2010: 7e EK – 3.43,91
- 2010: 7e in serie WK indoor - 3.46,33